# بطباطاوية
البطباطاوية (الاسم العلمي: Polygoneae) هي قبيلة من النباتات تتبع فصيلة البطباطية من رتبة القرنفليات.

## أجناس
- البطباط (الاسم العلمي: بطباط)
- الفلوبيا (الاسم العلمي: Fallopia)
- القرزح (الاسم العلمي: قرزح)
- السيداف (الاسم العلمي: سيداف)
- الأرطاة (الاسم العلمي: أرطاة)
- الأوكسيونوم (الاسم العلمي: Oxygonum)